# نورثروپ آلفا
نورثروپ آلفا (به انگلیسی: Northrop_Alpha) یک هواگرد ملخ‌پیشین تک‌موتوره از نوع Transport ساخت شرکت Northrop است. هواگرد نورثروپ آلفا نخستین پروازش را در ۱۹۳۰ میلادی انجام داد. این هواگرد در سال ۲۰ آوریل ۱۹۳۱ میلادی رسماً معرفی گردید. در مجموع، تعداد ۱۷ فروند از این هواگرد ساخته شده‌است.
طراح این هواگرد، John K. Northrop بود.